# Subliminal Session, Vol. 6
Subliminal Session, Vol. 6 — збірка італійського ді-джея та продюсера Бенні Бенассі видана у 2004 році. До альбому увійшло два диски та він є шостим виданням у серії Subliminal Sessions.

## Список пісень

### Диск 1
1. Prase Cats & Andrea Love — «Sing» — 6:36
2. Buddha Soul Project — «Brazil in my Mind» — 3:56
3. Harrison Crump — «Burning up (Layla)» — 4:01
4. Dave Clark — «Way of Life» — 5:57
5. Vantage Point — «Can't Get It Wrong» (Motocross Mix) — 6:21
6. Benassi Bros. featuring Azibiza — «Turn Me Up» — 6:01
7. Inner City — «Big Fun» (Agoria Remix) — 6:48
8. Injection" — 6:16
9. Majestic 12 — «Free Funk» — 8:11

### Диск 2
1. Rivera & Williams — «Liar» — 5:57
2. Harry Romeo — «Be the One» — 5:58
3. Who Da Funk — «Radio» (Alex Fain Dub) — 5:47
4. The Crystal Method — «Born Too Slow» — 4:57
5. Benny Benassi presents The Biz — «No Matter What You Do» — 5:36
6. Bat 67 — «I Want You To Come» — 4:45
7. Andrea Bertolini — «Nasty Bass» — 4:22
8. Jorge Jaramillo & Sheldon Romero & Alexandra Marin — «House Music Pneumonia» — 5:33
9. Shark & Kemu — «Clear Message EP» — 5:10
10. Antraig & Pons — «Like this» (Tek Edit) — 5:09
11. Thik Dick — «Orgasm» — 8:18